# Agaton Blom
Johan Agaton Blom, född 8 mars 1894 i Valö församling, Stockholms län, död 20 maj 1969 i Norrtälje församling, Stockholms län, var en svensk politiker.

## Biografi
Blom var son till bryggeriarbetaren Per Johan Blom och Johanna Kristina, född Holmgren. Han var bryggeriarbetare till yrket, och ursprungligen medlem i Sveriges kommunistiska parti. Vid partisprängningen 1929 slöt han sig till falangen under Karl Kilbom som bildade Socialistiska partiet, och ingick från samma år i dess centralkommitté.
Efter Nils Flygs död 1943 valdes Blom till partiordförande i det numera pronazistiska Socialistiska partiet. Samma år ombildades partiet som det öppet nazistiska Svenska socialistiska partiet, med Blom som ordförande. Partiet fick 0,2 procent av rösterna i andrakammarvalet 1944, och upplöstes 1948.
Efter andra världskriget dömdes Blom i allmän domstol till tio månaders straffarbete på grund av mottagande av utländskt understöd, samt förberedelse till olovlig underrättelseverksamhet. Domen grundade sig på att hans parti hade tagit emot pengar från Nazityskland. Efter partiets upplösning försörjde han sig som frukthandlare i Stockholm.
Blom var från 1921 gift med Ida Maria, född Binbach. Han är gravsatt i minneslunden på Skogskyrkogården i Stockholm.